# ريو وادا
ريو وادا (باليابانية: 和田凌) هو لاعب كرة قدم ياباني في مركز الهجوم، ولد في 5 يوليو 1995 في توتشيغي في اليابان. لعب مع FC Ryukyu ‏.

## وصلات خارجية
- ريو وادا على موقع رابطة كرة القدم اليابانية للمحترفين (اليابانية)
- ريو وادا على موقع إي إس بي إن إف سي (الإنجليزية)
- ريو وادا على موقع قاعدة بيانات كرة القدم.إي يو (الإنجليزية)
- ريو وادا على موقع Soccerbase.com (لاعب) (الإنجليزية)
- ريو وادا على موقع Soccerway.com (الإنجليزية)
- ريو وادا على موقع عالم كرة القدم.نت (الإنجليزية)